# Чесапикский залив
Чесапи́кский зали́в (англ. Chesapeake Bay [ˈtʃɛsəpiːk]) — эстуарий (крупнейший в США) реки Саскуэханна (впадает в городе Havre de Grace округа Харфорд). Один из наиболее известных природных ландшафтов Северной Америки. Является де-факто частью Атлантического океана, вдающейся в материк и расположенной между штатами Виргиния и Мэриленд.
Название произошло от слова Chesepiooc, означающего в алгонкинских языках индейцев племён поухатан и нантикок «могучая река, богатая рыбой с твёрдой чешуёй». Первым белым человеком, разведывавшим Чесапикский залив, был капитан Джон Смит, известный по легенде о Покахонтас. Согласно преданию, он решил основать именно здесь первое европейское поселение, будучи поражённым красотой местной природы.
На западном берегу залива в Ласби, Калверт расположена АЭС Калверт-Клифс.
Безопасную навигацию судов, входящих в и выходящих из залива, с 1792 года обеспечивает маяк мыса Генри.

## Географические данные

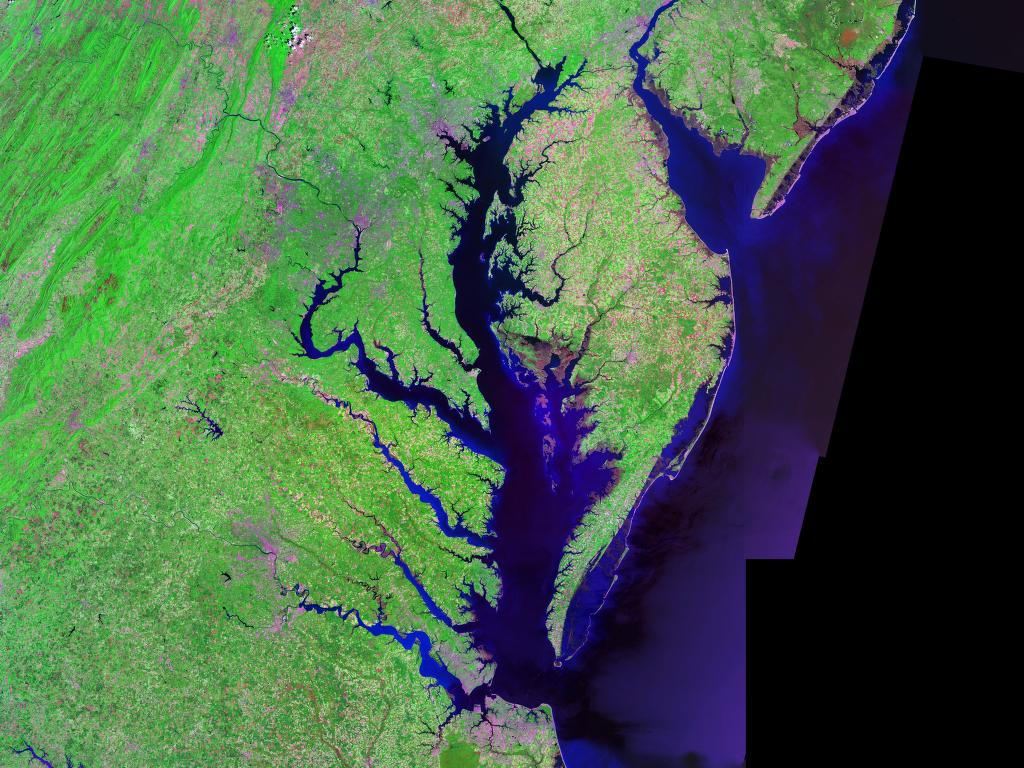
Космический снимок

Площадь Чесапикского залива составляет 11 601 км², а бассейн впадающих в него рек охватывает площадь в 166 534 км². Более чем 150 рек и ручьёв впадают в залив. Длина — 322 км. Ширина — 48 км. В геологическом отношении он является бывшей долиной реки Саскуэханна, которая была создана рекой более чем 15 тысяч лет назад, когда уровень моря был на 100 м ниже сегодняшнего. В наиболее узком месте вблизи Аннаполиса ширина Чесапикского залива составляет всего 6,5 км и здесь проложен мост. У устья транспортное сообщение между берегами обеспечено мостом-тоннелем.
В заливе находится множество островов, в том числе разрушающийся остров Холланд.

## Кратер

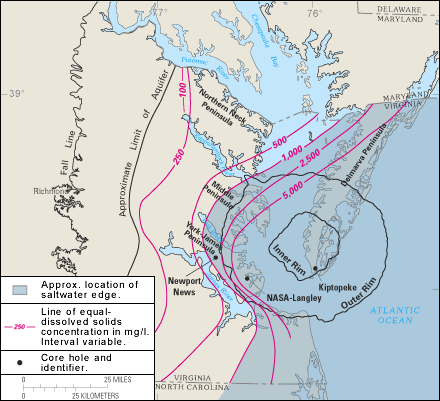
Чесапикский кратер

В эпоху эоцена около 35 миллионов лет назад у входа в залив упал крупный метеорит, оставив кратер с диаметром 85 км и глубиной 1,3 км. Центр кратера, расположенный под водой на 8 км к западу от мыса Чарльза, был найден лишь в 1993 при бурении на нефть.
Кратер состоит из брекчии, над которой в течение времени накопился слой осадочных пород от 300 до 500 м. Брекчия является причиной нарушения естественной системы грунтовых вод, а также более чем в полтора раз превышающего норму содержания соли в грунтовых водах. Жителям прилегающих земель высокая солёность воды известна уже с давних времён. Грунтовые воды являются большей частью непригодными для употребления, однако причина была установлена только после открытия кратера.

## Впадающие реки
- Саскуэханна — образует эстуарий. Слева в него впадают: Честер, Чоптанк, Нантикок, Покомок; справа: Патапско, Патаксент, Потомак, Раппаханнок, Йорк, Джеймс.